# Overdose (film 1990)
Overdose è un cortometraggio del 1990 diretto da Francesco Ranieri Martinotti, Rocco Mortelliti e Fulvio Ottaviano.
Nel 1990 vince il premio della giuria al Montreal World Film Festival.